# Roel Mannaart
Roel Mannaart (Krommenie, 10 febbraio 1994) è un kickboxer olandese.
Combatte nella categoria dei pesi massimi per l'organizzazione K-1 nella quale è campione dei pesi massimi nella categoria dei 100 kg dal 2018. È inoltre sotto contratto con la promozione singaporiana di kickboxing Glory.

## Carriera
Figlio di Andre Mannaart, scopre la passione per la kickboxing sin da giovane.
Nel novembre 2017 accede al torneo K-1 World GP 2017 per il campionato dei pesi massimi: dopo aver superato ai quarti di finale il giapponese Masahiro Iwashita, l'olandese viene eliminato dal marocchino Ibrahim El Bouni tramite knockout alla prima ripresa. Quattro mesi dopo, tuttavia, conquista il titolo K-1 dei pesi massimi sconfiggendo ai punti il campione in carica croato Antonio Plazibat.
Grazie alla notorietà acquisita a seguito del torneo K-1, Mannart viene messo sotto contratto dalla promozione singaporiana di kickboxing Glory nell'estate 2018. Conclude l'anno con altre due vittorie, entrambe nel circuito Glory, contro Daniel Skvor e Krill Kornilov.
Per via di alcuni infortuni, nel 2019 disputa un solo incontro, che lo vede superare agevolmente Chris Bradford.

## Risultati nella kickboxing
| 24 Vittorie (14 per KO/TKO), 2 Sconfitte                       |           |                   |                                                                         |                        |                                  |       |       |
| Data                                                           | Risultato | Avversario        | Evento                                                                  | Luogo                  | Modalità                         | Round | Tempo |
| 11-10-2014                                                     | Sconfitta | Sergej Maslobojev | Glory 75: Utrecht                                                       | Utrecht, Paesi Bassi   | KO tecnico (pugni)               | 1     | 1:48  |
| 24-11-2019                                                     | Vittoria  | Chris Bradford    | K-1 WORLD GP 2019 JAPAN Yokohamatsuri                                   | Yokohama, Giappone     | KO tecnico (ginocchiate e pugni) | 1     | 2:19  |
| Difende il titolo K-1 dei pesi massimi – divisione dei 100 kg. |           |                   |                                                                         |                        |                                  |       |       |
| 08-12-2018                                                     | Vittoria  | Krill Kornilov    | Glory 62: Rotterdam                                                     | Rotterdam, Paesi Bassi | Decisione (unanime)              | 3     | 3:00  |
| 29-09-2018                                                     | Vittoria  | Daniel Skvor      | Glory 59: Amsterdam                                                     | Amsterdam, Paesi Bassi | Decisione (unanime)              | 3     | 3:00  |
| 21-03-2018                                                     | Vittoria  | Antonio Plazibat  | K-1 WORLD GP 2018 JAPAN ～K'FESTA.1～                                   | Saitama, Giappone      | Decisione (unanime)              | 3     | 3:00  |
| Vince il titolo K-1 dei pesi massimi – divisione dei 100 kg.   |           |                   |                                                                         |                        |                                  |       |       |
| 23-11-2017                                                     | Sconfitta | Ibrahim El Bouni  | K-1 World GP 2017 Heavyweight Championship Tournament, Semifinali       | Saitama, Giappone      | KO (pugni)                       | 1     | 2:59  |
| 23-11-2017                                                     | Vittoria  | Masahiro Iwashita | K-1 World GP 2017 Heavyweight Championship Tournament, Quarti di finale | Saitama, Giappone      | KO (pugni)                       | 1     | 2:47  |